# Mode under 1920-talet
Mode under 1920-talet syftar på modet under perioden mellan 1920 och 1930. Under denna tidsperiod var mode inte längre enbart ett västerländskt fenomen, utan hade blivit ett internationellt fenomen. Modet dikterades dock alltjämt från Europa. 

## Allmänt

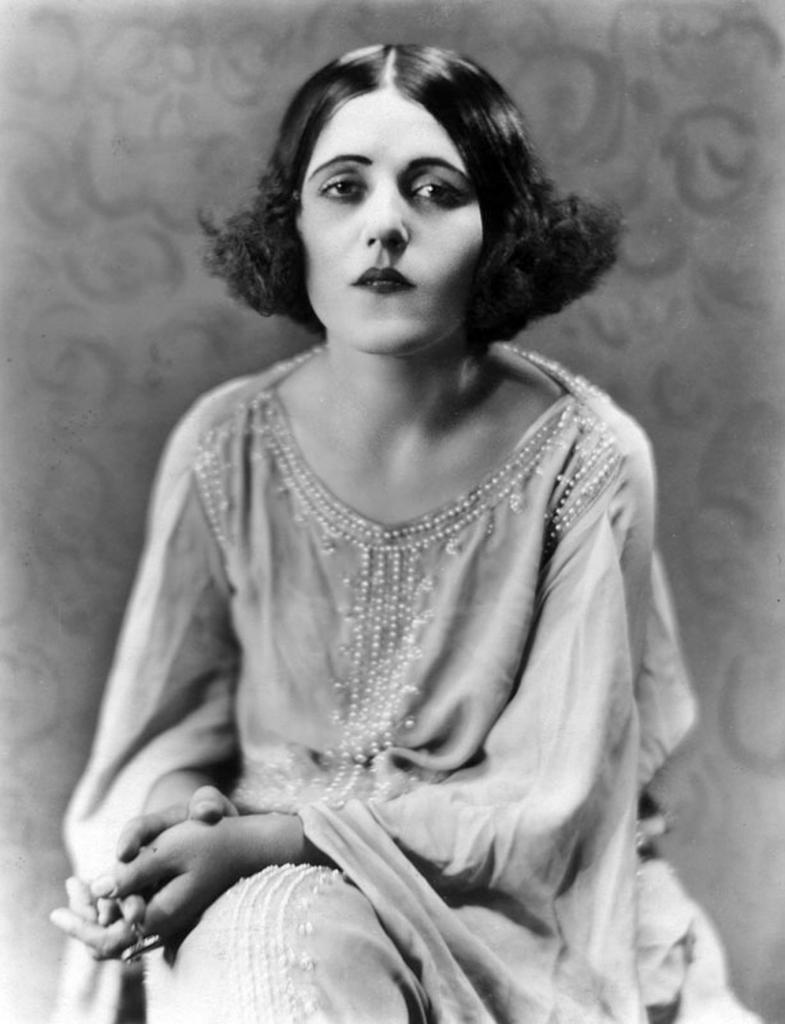
1920 1921 Zalla Zarana

Åren efter första världskriget kom en mängd revolutionerande modenyheter och många av de moden som pågått under lång tid blev plötsligt utdaterade.
På 1920-talet blev klänningen ett smalt rör, som hängde ledigt på kroppen. Istället för att som tidigare markera midjan lades fokus på höften för att skapa en androgynt strömlinjeformad, gänglig, slank och ungdomlig figur som markant skilde sig från den fullvuxna kurviga siluett som gällt under 1900-talets första år. De mjuka runda formerna ersattes av rena enkla linjer och kantiga vinklar. Istället för korsetter bar man nu slimmade gördlar. Kjolarna blev korta men nådde fortfarande nedanför knäna. År 1925 visades knäet för första gången. Hollywood kom att influera kvinnoidealet, som till exempel med Clara Bow, flickan med "det".
Den ikoniska flappern, ungkarlsflickan La Garçonne, gjorde entré. Det engelska ordet "flapper" syftar på en halvvuxen flicka, en s.k. backfisch, men kan också betyda slampa. Unga kvinnor började anamma beteenden som tidigare varit reserverade för män. Flapperns livsstil var att festa och leva för dagen i en sorts livsbejakande reaktion mot de svåra krigsåren och alla konventioner som inte längre hade samma mening. Dessa flickor kunde till exempel ha knäkorta klänningar med rader av fransar och utan ärm, målade naglar, bobbat eller shinglat hår, långa pärlhalsband och pannband med fjäder. De rökte, och dansade Charleston hela natten lång, använde högklackade skor och bar teatrala och effektfulla klänningar täckta av pärlbroderier, paljetter och fransar som gjorde sig bra till de nya snabba danserna. Det förekom också små snäva hattar som kallades skopor eller klockhattar och som var långt framdragna i pannan. Även festhattar som såg ut som peruker förekom. Hon kunde också ha herrkostym och kort bakåtkammat hår. I sällskap med flappern sågs ofta stilmedvetna ungkarlsmän i oklanderlig kostym, pressade byxor, med välfriserat hår och ibland smink.
1923 kom Coco Chanel hem från en kryssning i medelhavet med en rejäl solbränna och plötsligt, för första gången i västerländsk modehistoria, blev det status att vara solbrun. Det kom att associeras med hälsa och ledighet, från att ha förknippats med folk som arbetade ute på fälten. De fattigaste var nu fabriksarbetare som arbetade inne hela dagen, inte hade råd att resa bort, och därför var bleka. Män och kvinnor började solbada.
Under första världskriget lärde sig konfektionsindustrin utveckla moderna standardiserade storlekssystem genom masstillverkningen av uniformer, samtidigt som dammodet genomgick en kraftig förenkling. Detta innebar att klädindustrin från 1920-talet kunde tillverka välsittande modekläder för både män och kvinnor, och att både postorderkataloger och konfektionskläder i allmänhet fick ett gott rykte och gradvis blev allmänt accepterat och vanligt i alla samhällsklasser, något som också innebar en allmän demokratisering av modet. 

## Dammode

### Klädedräkt
1920-talets mode innebar en revolution inom dammodet. Dräktreformrörelsen uppnådde efter femtion år i praktiken sitt mål genom avskaffandet av korsetter och långa kjolar. 
Korsetten försvann, kjolarna blev korta och kvinnor klippte av sig håret. Alla dessa förändringar var och uppfattades av samtiden som radikala och kom att symbolisera en ny roll för kvinnan i samhället: den nya kvinnan, en utbildad och självförsörjande yrkeskvinna som levde ett aktivt liv i samhället. Detta var en roll som modeindustrin anpassade sig efter och Coco Chanel kom att bli en ledande modeskapare inom detta ideal. 
Den nya slip on dress var en tubformad klänning som lätt kunde dras över huvudet, inte krävde någon hjälp, inte begränsade rörelsefriheten och som kunde massproduceras och därför var tillgänglig för alla. Kjolen skulle nu vara kort, en förändring som var mycket kontroversiell i samtiden men som ändå blev normen. Även aftonklänningarna hade oftast kort kjol, med undantaget att de ofta hade släp och alltså var långa på baksidan.
Blus och kjol användes som vardagskläder men användes mer för att de var praktiska snarare än för att de motsvarade modets krav, eftersom en blus och kjol framhävde midja och figur mer än vad som var modernt. För att få dem att motsvara klänningens raka linje mer, drog man gärna ut blusen mer från kjolens linning och lät den hänga ned över den. 
Coco Chanels dräktkostym för kvinnor blev en av årtiondets stora modenyheter och blev sedan ett självklart basplagg associerat med yrkeskvinnor. 
Korsetten försvann och BH:n uppfanns för att hålla in bysten. Under denna tid var en pojkaktigt slank figur modern och brösten slätades snarare ut än framhävdes.
Tillsammans med korsetten försvann underkjolarna och underkläderna bestod av BH, trosor, strumpebandshållare och en slät underklänning. 

### Hår och huvudbonad
Kvinnors hår skulle nu vara kort. Modefrisyren var shinglat hår, kort i nacken och inramande ansiktet på sidorna. Frisyren var en förutsättning för den enormt populära, tättsittande klockhatten, som inte hade plats för något hår. 

### Bildgalleri

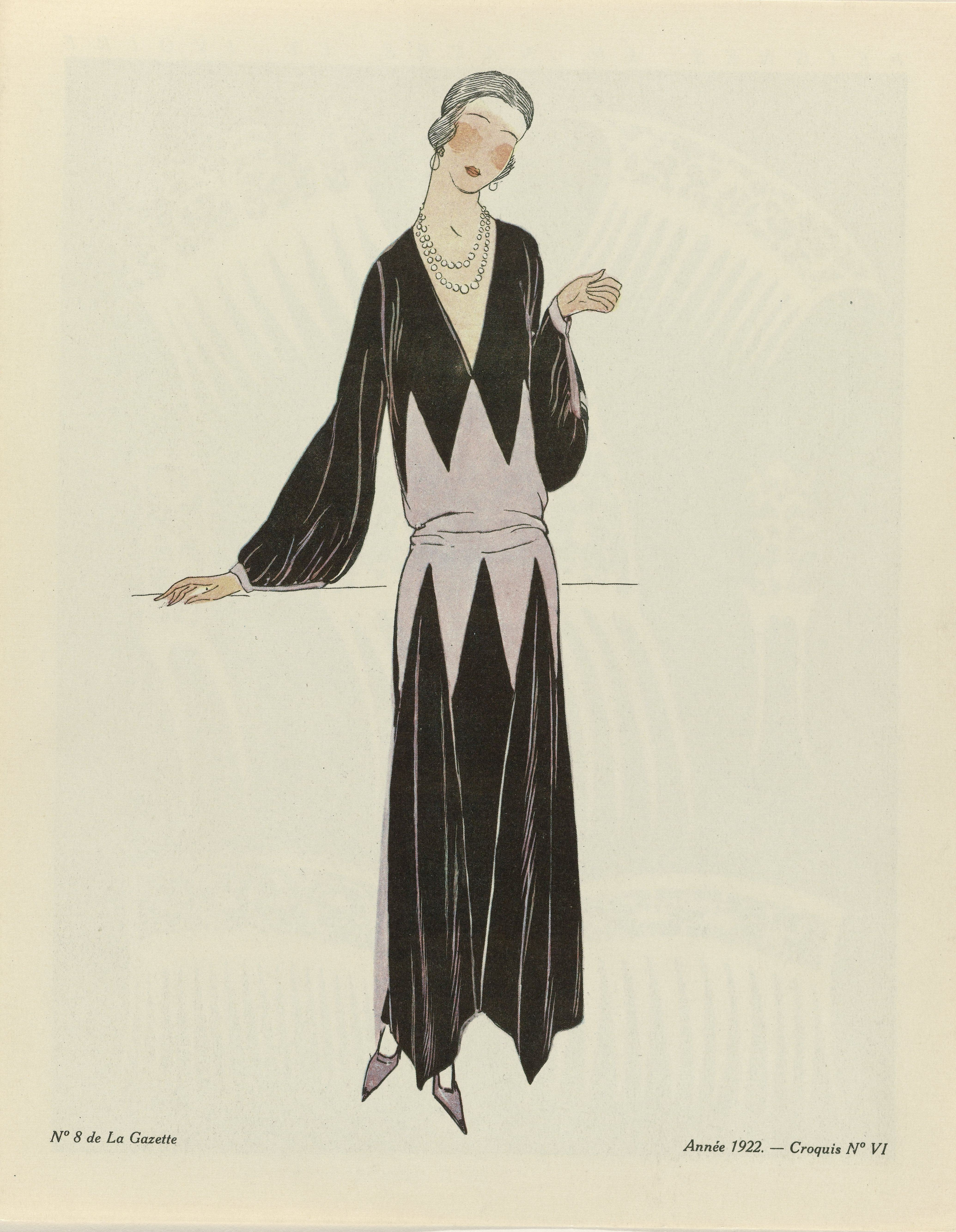
Gazette du Bon Ton, 1922 - No. 8 Croquis No VI, RP-P-2009-1962-14
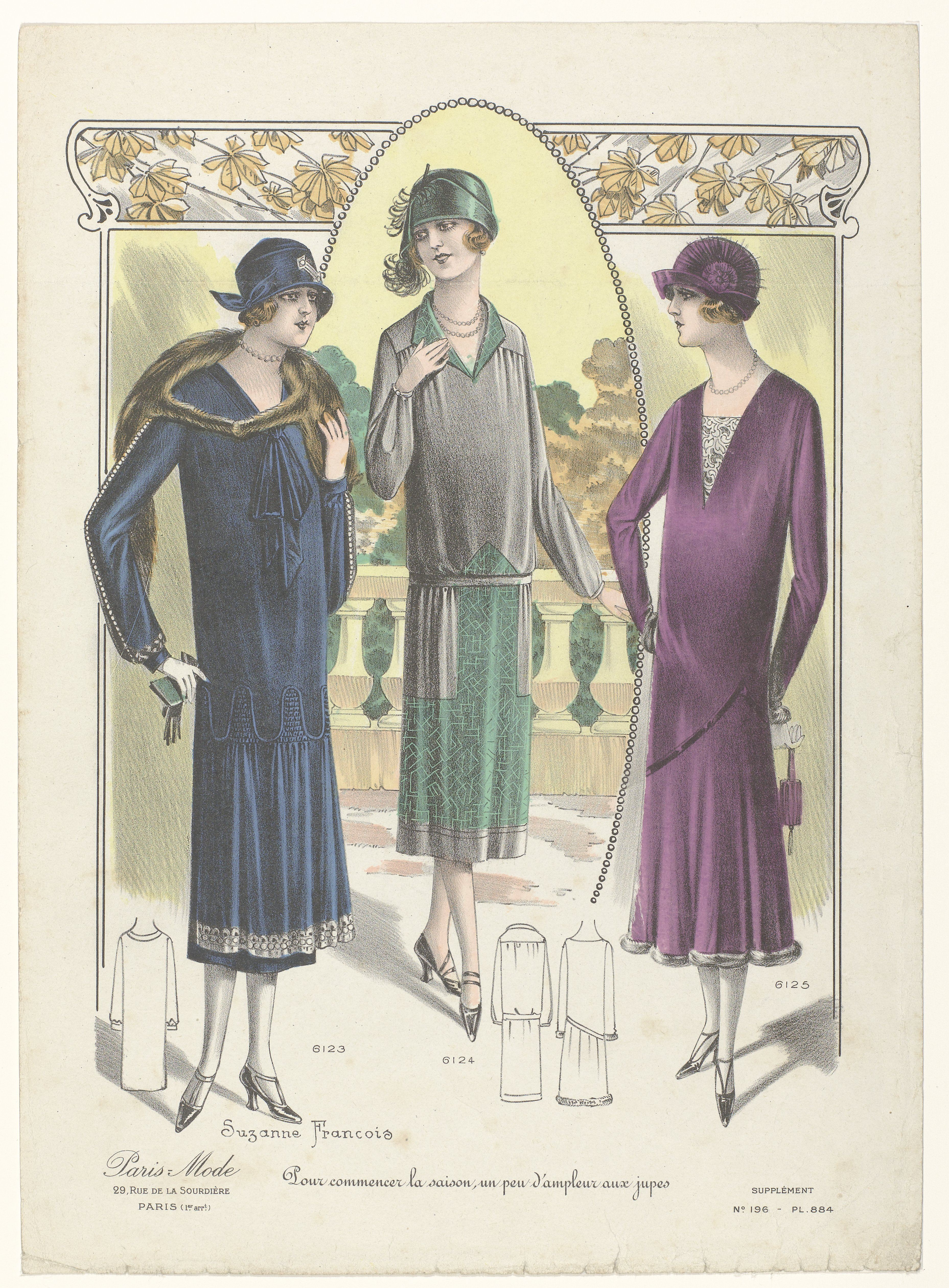
Paris Mode, ca.1924, Supplément No. 196, Pl. 884, Fig. 6123, 6124 en 6125 Suzanne Francois, RP-P-2009-1896
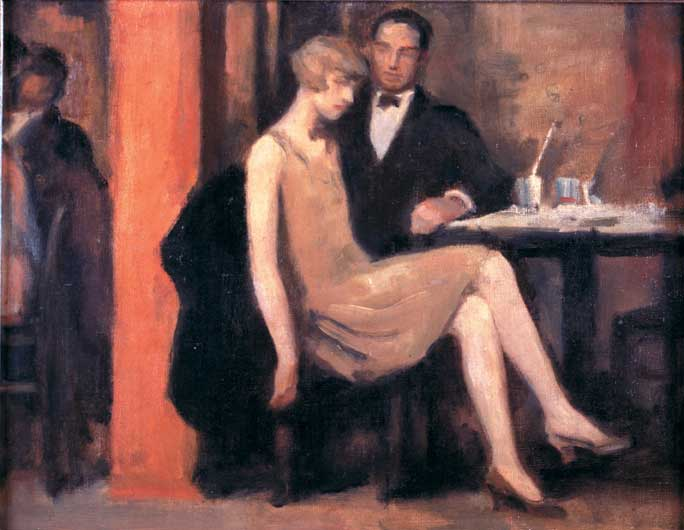
Boettinger, Hugo - V kavarne (1926)
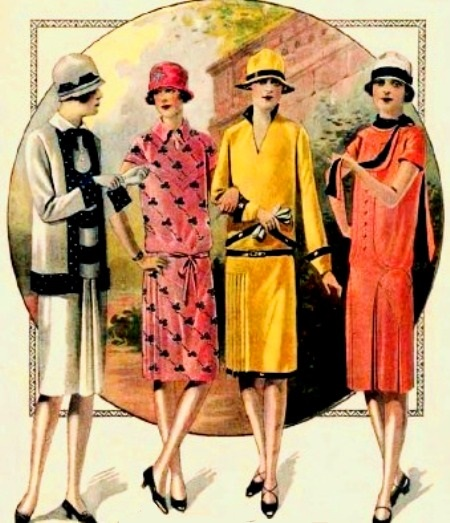
1924.-84.kép
Aftonklänning i 1920-talsmodell.
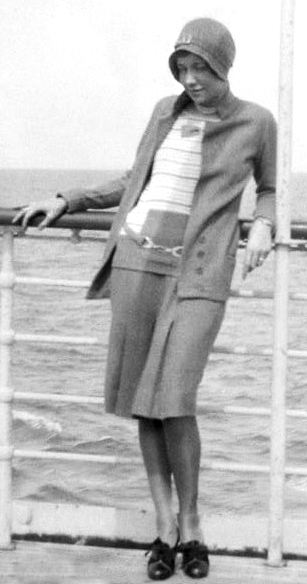
FlapperOnShip1929 crop

## Herrmode

### Klädedräkt
Kostymen hade 1920–1925 hög midja och knäpptes högt upp. Byxorna blev kortare, visa en del av strumporna och vara uppvikta längst ned. Detta förmodas ha varit influerat av militäruniformerna under kriget. 
1925 sänktes kostymens midja till sin naturliga plats. Byxorna blev samtidigt mycket vida. 
Vid festliga tillfällen ersattes nu fracken helt av smokingen. 
Herrmodet blev mindre formellt och det blev mer accepterat för män att visa sig i fritidskläder offentligt (dvs i stadsmiljö). Att bära blazer över tröja och korta fritidsbyxor (de knälång knickers-byxorna, som bars till långs strumpor), blev nu accepterat som vardagsklädsel.
Efter att herrmodet varit färglöst och mörklagt i hundra år, blev nu återigen mer accepterat för män att använda färg i sina kläder, framför allt i fritidskläderna. Även kosmetika återkom i åtminstone blygsam mån till herrmodet, om än inte långvarigt.   

### Hår och huvudbonad
Homburghatten bars allmänt jämsides men den mer informella fedoran och den allra mest informella skärmmössan. 
Slätrakat återkom nu i modet för första gången på hundra år och skäggväxt blev omodernt. Att ha kort hår var dock fortfarande normen för män, och pomaderades gärna bakåt.   

### Bildgalleri

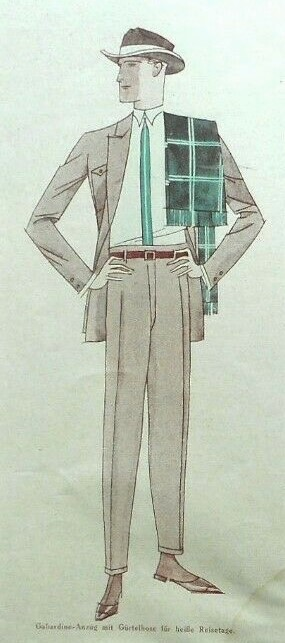
Ernst Ludwig Kretschmann - Gabardine-Anzug mit Gürtelhose für heiße Reisetage, 1922
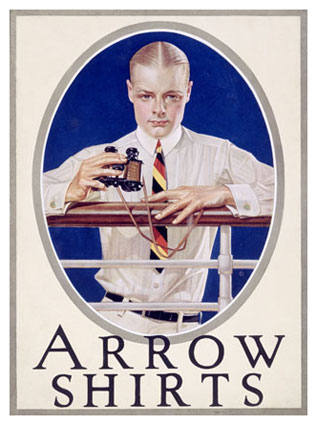
Arrow shirt 1920s
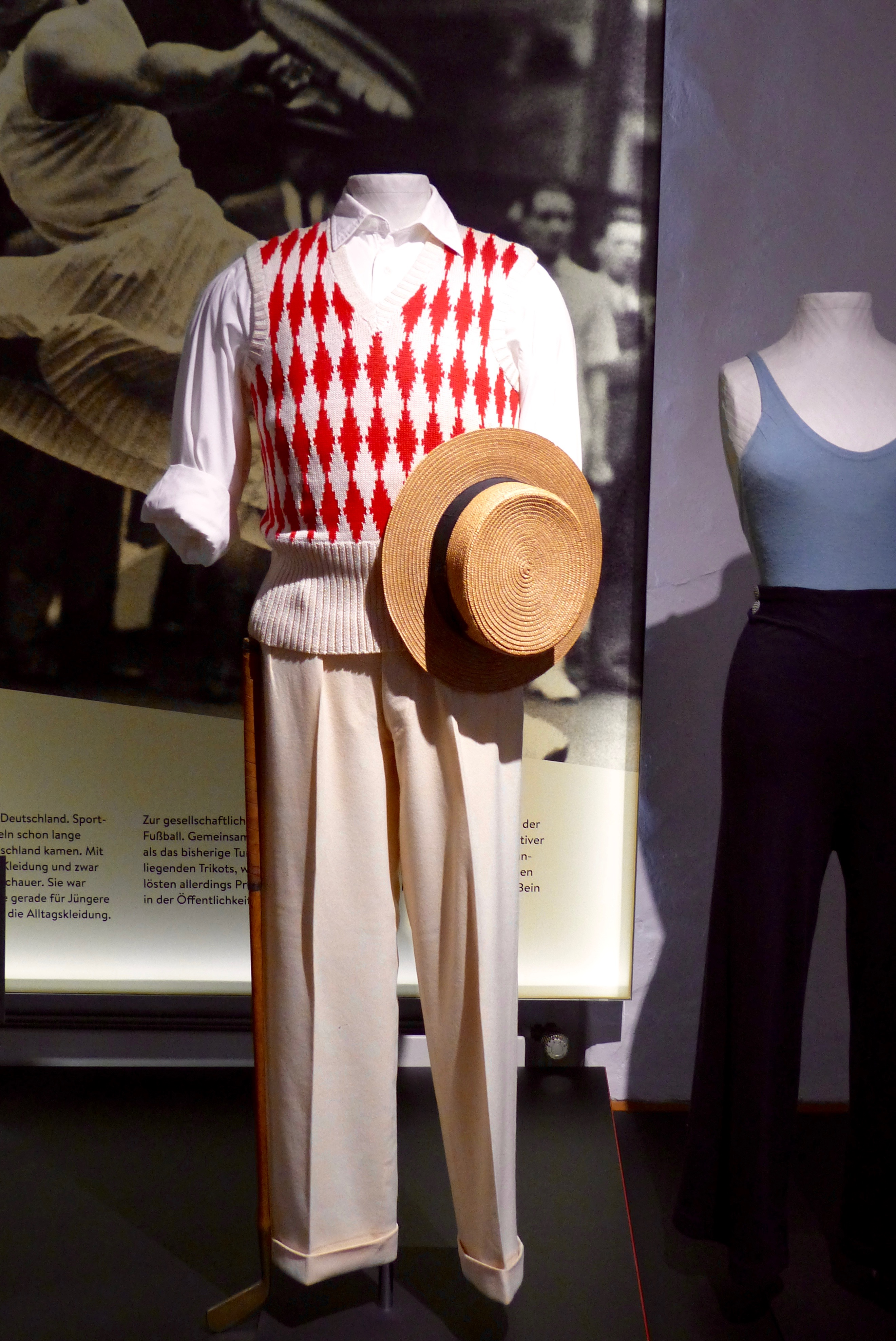
GLAM ON TOUR MACHT DER MODE 49
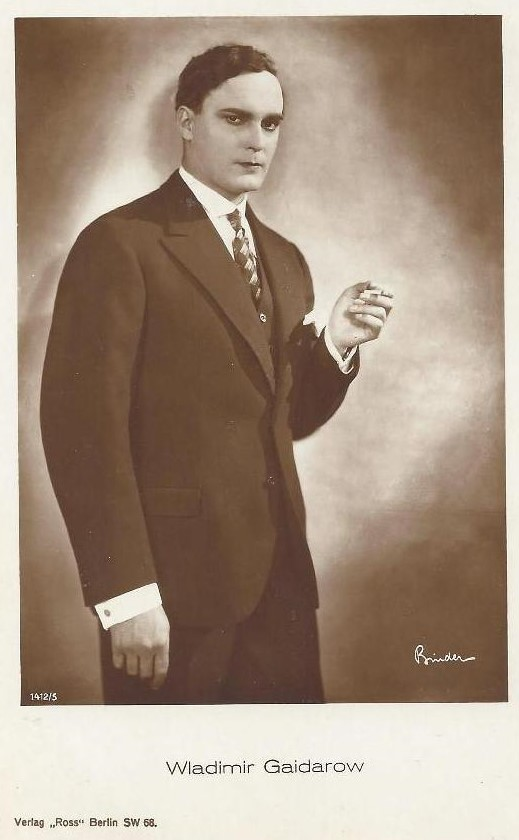
Wladimir Gaidarow - Alexander Binder - Ross-Verlag